# Signe Anderson
Signe Toly Anderson (n. 15 septembrie 1941, Seattle, Washington, SUA – d. 28 ianuarie 2016, Beaverton, Oregon, SUA) a fost o cântăreață americană, co-fondatoare a trupei rock americane Jefferson Airplane.